# Ixodes acuminatus
Ixodes acuminatus este o specie de căpușe din genul Ixodes, familia Ixodidae, descrisă de Neumann în anul 1901. Conform Catalogue of Life specia Ixodes acuminatus nu are subspecii cunoscute.